# Гончаренко Валентина Яківна
Валентина Яківна Гончаре́нко (10 серпня 1932, Рикове — 2011) — українська художниця; член Спілки радянських художників України з 1970 року.

## Біографія
Народилася 10 серпня 1932 року в місті Риковому (нині місто Єнакієве Донецької області, Україна). 1963 року закінчила Київський художній інститут, де навчалася у Володимира Костецького, Карпа Трохименка, Георгія Якутовича.
Мешкала у Києві в будинку на вулиці Великій Китаївській, № 58А. квартира № 2 та у будинку на провулку Бастіонному, № 9, квартира № 77. Померла у 2011 році.

## Творчість
Працювала у галузі станкового живопису, писала портрети, пейзажі, натюрморти. Серед робіт: 
- «Юність» (1970);
- «Сортувальники риби» (1975);
- «Знатна хмелярка Галина Статкевич» (1983);
- «А. Ткачук» (1990);
- «Осінній натюрморт» (1990-ті);
- «Подільський пейзаж» (1999);
- «Осінні квіти» (1999);
- «Видубицький монастир навесні» (2000).

Учасниця всеукраїнських, всесоюзних та зарубіжних мистецьких виставок з 1955 року.